# Nacksving
Nacksving var ett skivbolag inom den svenska musikrörelsen som startades 1975 i Göteborg av Tommy Rander.
Nacksving leddes av musikrörelsens talesman Tommy Rander men ägdes kollektivt av musikerna som gav ut skivor på bolaget. Nacksving gav i huvudsak ut skivor med göteborgsbaserade proggartister. Hit hörde de grupper som hade det mest klart uttalade och rätta vänsterbudskapen och som klarade sig igenom lyssningsgruppens nålsöga. Band som Nationalteatern, Nynningen, Tintomara och Motvind men även Björn Afzelius anslöt sig till Nacksving efter att Hoola Bandoola Band upplösts. Vidare utgavs skivor med bland annat Lars Aldman, Blues Annika, Cono Sur, Dom smutsiga hundarna, Ensamma hjärtan, Huntington Band, Skrotbandet, Soffgruppen, Svartvitt, Text & Musik och Yalsa Band. 
Nacksving gick i konkurs 1981, varvid studion inköptes av Rander själv som då startade skivbolaget Transmission. Studion drivs (2021) under samma namn (Nacksving Studios) och i samma lokaler som tidigare.